# John Godina
John Godina (Estados Unidos, 31 de mayo de 1972) es un atleta estadounidense, especialista en la prueba de lanzamiento de peso, con la que llegó a ser tres veces campeón mundial en 1995, 1997 y 2001.

## Carrera deportiva
En el Mundial de Gotemburgo 1995 ganó la medalla de oro —por delante del finlandés Mika Halvari y de su compatriota Randy Barnes—, al igual que en el mundial de Atenas 1997 —en esta ocasión por delante del alemán Oliver-Sven Buder y de su compatriota C. J. Hunter— y también el oro en el Mundial de Edmonton 2001, por delante de su compatriota Adam Nelson y del finlandés Arsi Harju.
Además ha conseguido una medalla de plata y otra de bronce en las Olimpiadas de Atlanta 1996 y Sídney 2000, respectivamente.